# Fritz Meister (Schauspieler)
Fritz Meister (* 29. Januar 1856 in Dresden; † 1929) war ein deutscher Theaterschauspieler.

## Leben
Er wurde von Auguste Marcks für die Bühne ausgebildet, die er in Flensburg betrat. Dann wirkte er in Weimar, Zürich, Hanau und trat 1886 in den Verband des Hoftheaters Dessaus, wo er bis mindestens 1902 wirkte. Sein weiterer Lebensweg ist unbekannt.